# JABA日立市長杯選抜野球大会
JABA日立市長杯選抜野球大会（JABAひたちしちょうはいせんばつやきゅうたいかい）は、日本野球連盟の関東地区連盟が主催する社会人野球の大会である。

## 概要
毎年4月に行なわれる地区連盟主催大会の1つである。関東地区を中心に永く12チームが予選リーグ戦・決勝トーナメント戦の併用で優勝を争っていたが、2017年からは出場枠が拡充され、16チームの出場で大会が実施されている。
2010年から、社会人野球日本選手権大会の選考対象大会となり、優勝チームは秋の同大会への出場権を得る。
開催会場は、茨城県日立市の2球場（日立市民球場と日立製作所会瀬球場）を使用している。
2005年から2010年まで、プロ野球のファームチームが参加していた。成績は後述。

## 歴代優勝チーム
| 年度             | 優勝チーム       | 決勝戦スコア | 準優勝チーム                 | 備考                                                                                |
| ---------------- | ---------------- | ------------ | ---------------------------- | ----------------------------------------------------------------------------------- |
| 1977年（第1回）  | 電電東京         | -            |                              |                                                                                     |
| 1978年（第2回）  | 電電東京         | -            |                              |                                                                                     |
| 1979年（第3回）  | 東京ガス         | -            |                              |                                                                                     |
| 1980年（第4回）  | 東京ガス         | -            |                              |                                                                                     |
| 1981年（第5回）  | 大昭和製紙北海道 | -            |                              |                                                                                     |
| 1982年（第6回）  | 日産自動車       | -            |                              |                                                                                     |
| 1983年（第7回）  | 日産自動車       | -            |                              |                                                                                     |
| 1984年（第8回）  | 日本鋼管         | -            |                              |                                                                                     |
| 1985年（第9回）  | 日本楽器         | -            |                              |                                                                                     |
| 1986年（第10回） | 日本通運         | -            |                              |                                                                                     |
| 1987年（第11回） | 東芝             | -            |                              |                                                                                     |
| 1988年（第12回） | 日立製作所       | -            |                              |                                                                                     |
| 1989年（第13回） | 熊谷組           | -            |                              |                                                                                     |
| 1990年（第14回） | ヤマハ           | 5-4          | 熊谷組                       |                                                                                     |
| 1991年（第15回） | 三菱重工横浜     | 8-4          | 三菱自動車川崎               |                                                                                     |
| 1992年（第16回） | 日産自動車       | 8-7          | 日立製作所                   |                                                                                     |
| 1993年（第17回） | いすゞ自動車     | 11-5         | 日本通運                     |                                                                                     |
| 1994年（第18回） | 松下電器         | 12-5         | 川崎製鉄千葉                 | 決勝は7回コールド                                                                   |
| 1995年（第19回） | NTT関東          | 11-9         | 三菱自動車川崎               |                                                                                     |
| 1996年（第20回） | NTT関東          | 11-2         | 日立製作所                   |                                                                                     |
| 1997年（第21回） | 三菱自動車川崎   | 14-4         | 住友金属鹿島                 | 決勝は7回コールド                                                                   |
| 1998年（第22回） | NTT関東          | 10-7         | 日立製作所                   |                                                                                     |
| 1999年（第23回） | 新日本製鐵君津   | 9-1          | NTT東日本                    | 決勝は7回コールド                                                                   |
| 2000年（第24回） | 住友金属鹿島     | -            | 日本生命                     |                                                                                     |
| 2001年（第25回） | 日立製作所       | 8-7          | 三菱ふそう川崎               |                                                                                     |
| 2002年（第26回） | 三菱ふそう川崎   | 9-4          | 日立製作所                   |                                                                                     |
| 2003年（第27回） | 住友金属鹿島     | 6-5          | トヨタ自動車                 |                                                                                     |
| 2004年（第28回） | 富士重工業       | 4-1          | トヨタ自動車                 |                                                                                     |
| 2005年（第29回） | かずさマジック   | 7-4          | 日立製作所                   |                                                                                     |
| 2006年（第30回） | 富士重工業       | 4-3          | ヤマハ                       |                                                                                     |
| 2007年（第31回） | 日立製作所       | 8-0          | グッドウィル（西武ファーム） |                                                                                     |
| 2008年（第32回） | 日本通運         | 3-2          | 日立製作所                   |                                                                                     |
| 2009年（第33回） | 住友金属鹿島     | 7-4          | 富士重工業                   |                                                                                     |
| 2010年（第34回） | JFE東日本        | 5-1          | 三菱重工神戸                 | 同年から優勝チームに日本選手権への出場権が与えられる。                              |
| 2011年           | 大会中止         | 大会中止     | 大会中止                     | 東北地方太平洋沖地震（東日本大震災）の影響のため中止となった。                      |
| 2012年（第35回） | Honda            | 7-5          | 日立製作所                   |                                                                                     |
| 2013年（第36回） | 三菱重工神戸     | 3-0          | 日立製作所                   |                                                                                     |
| 2014年（第37回） | JR東日本         | 9-0          | 日立製作所                   | 決勝は7回コールド                                                                   |
| 2015年（第38回） | NTT東日本        | 3-0          | 日本通運                     |                                                                                     |
| 2016年（第39回） | 日立製作所       | 4-3          | 富士重工業                   | 開催期間中の4月16日に発生した熊本地震の影響で Honda熊本が予選リーグを途中棄権した。 |
| 2017年（第40回） | 日立製作所       | 6-5          | 三菱日立パワーシステムズ     |                                                                                     |
| 2018年（第41回） | JR東海           | 11-6         | 日立製作所                   |                                                                                     |
| 2019年（第42回） | 鷺宮製作所       | 2-0          | 三菱重工名古屋               |                                                                                     |
| 2020年           | 大会中止         | 大会中止     | 大会中止                     | 新型コロナウイルスの感染拡大防止の影響のため中止となった。                          |
| 2021年（第43回） | 日本通運         | 6-2          | 日立製作所                   |                                                                                     |
| 2022年（第44回） | 日本生命         | 5-4          | SUBARU                       |                                                                                     |
| 2023年（第45回） | 日本製鉄鹿島     | 6-3          | SUBARU                       |                                                                                     |
| 2024年（第46回） | 日本製鉄鹿島     | 4-1          | 三菱重工East                 |                                                                                     |
| 2025年（第47回） | SUBARU           | 7-0          | 日立製作所                   | 決勝は7回コールド                                                                   |

## NPBチームの戦績
- 2005年
  - ヤクルトスワローズ（ファーム） - 予選リーグ敗退
- 2006年
  - 東京ヤクルトスワローズ（ファーム） - 準決勝敗退（4強）
- 2007年
  - 埼玉西武ライオンズ（ファーム）[2] - 準優勝
- 2008年
  - 東京ヤクルトスワローズ（ファーム） - 準決勝敗退（4強）
- 2009年
  - 東京ヤクルトスワローズ（ファーム） - 準決勝敗退（4強）
- 2010年
  - 東京ヤクルトスワローズ（ファーム） - 予選リーグ1位[3]